# Hosta plantaginea
Hosta plantaginea là một loài thực vật có hoa trong họ Măng tây. Ảnh hoa màu tím dưới đây là sai, là của loài H. fortunei, vui lòng xóa giùm. Loài này được (Lam.) Asch. mô tả khoa học đầu tiên năm 1863.

## Hình ảnh

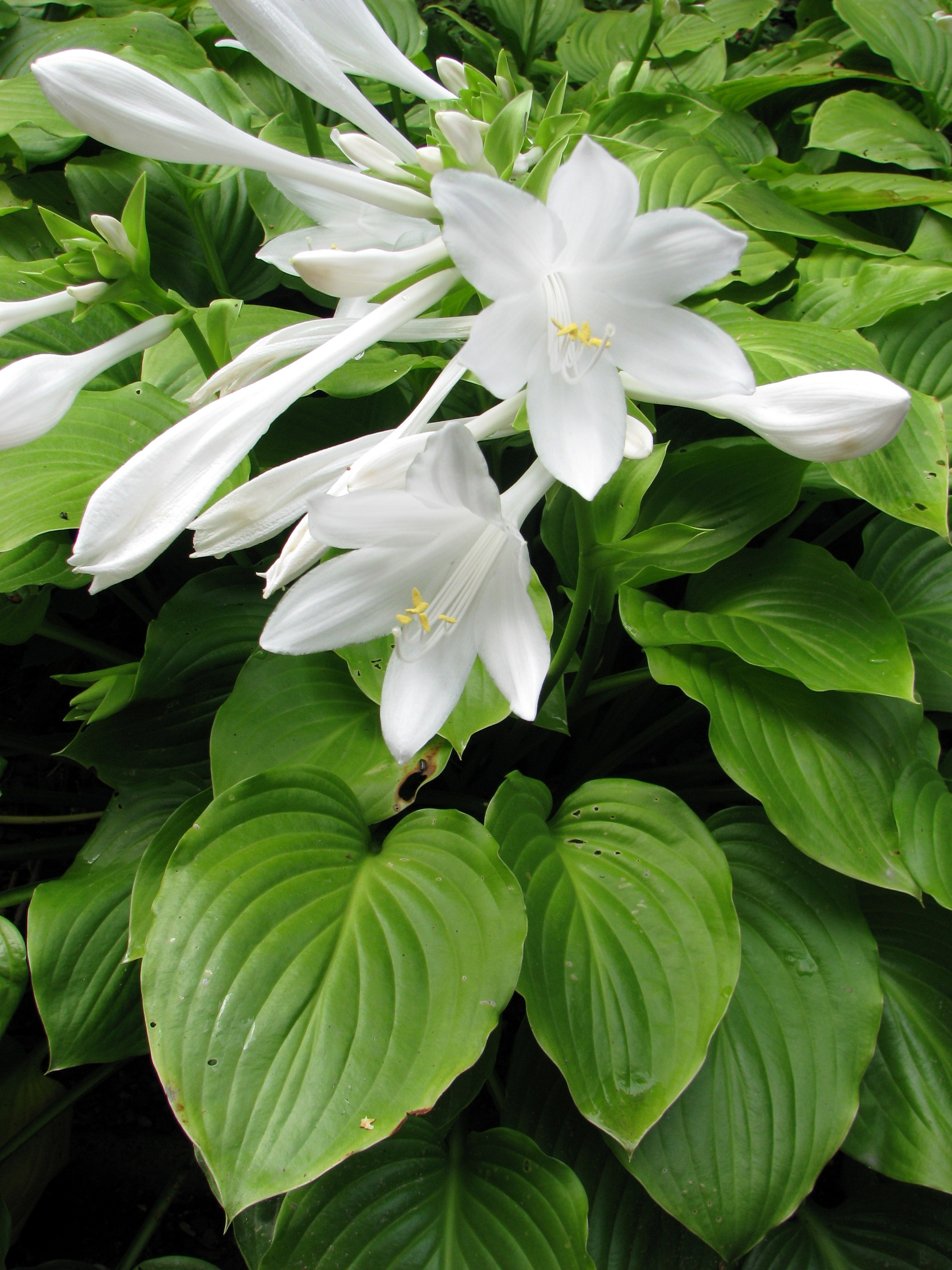
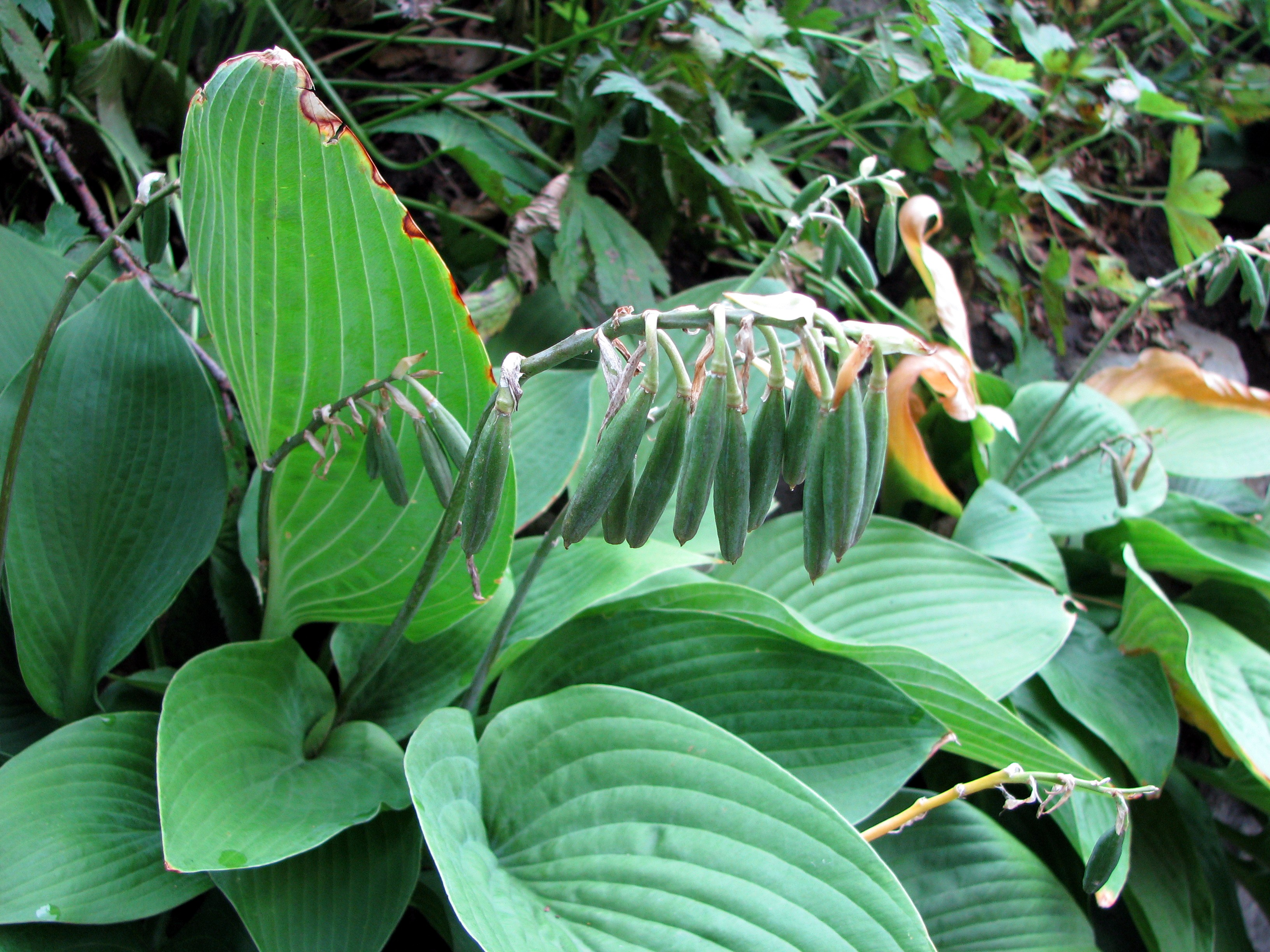
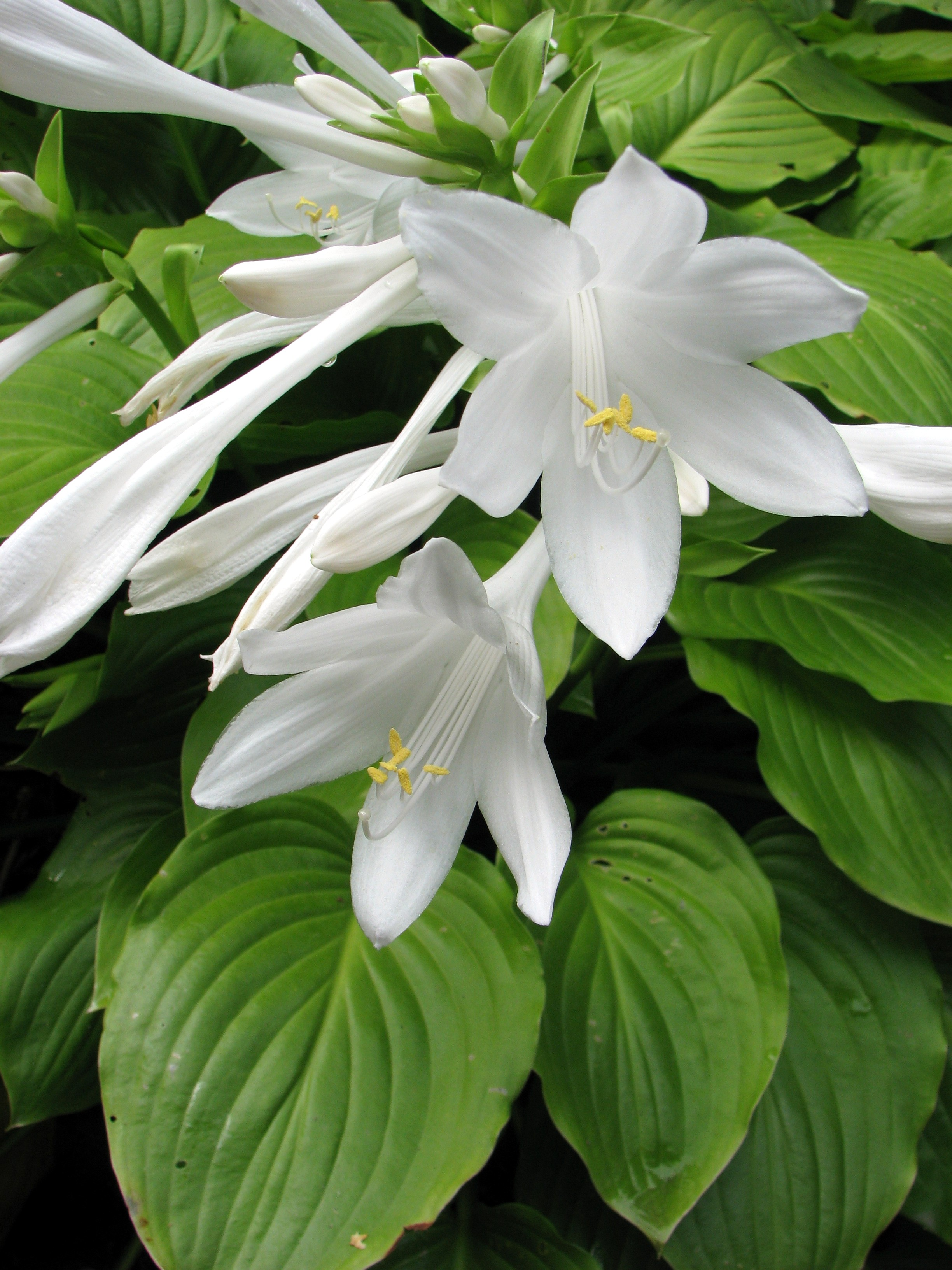
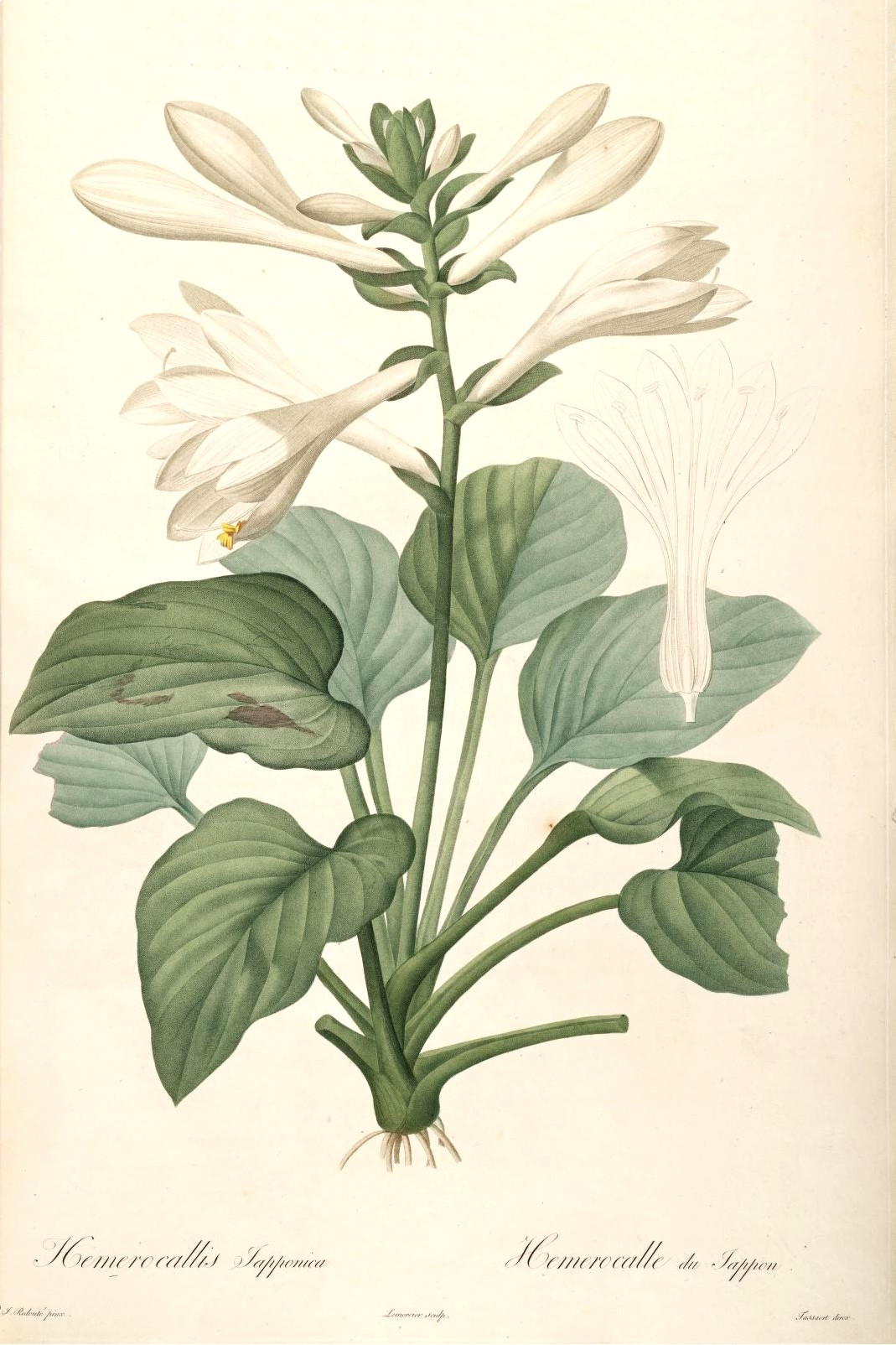